# Летње олимпијске игре 1916.
Предвиђене Летње олимпијске игре 1916. које су званично носиле назив Игре 6. олимпијаде (Games of the VI Olympiad) је требало да се одрже у Берлину, Немачка. Као кандидати у трци су још били Александрија и Будимпешта.
За игре је планирана недеља зимских спортова, која је требало да садржи брзо клизање, уметничко клизање, хокеј на леду и нордијско скијање.
Берлински организатори су озбиљно схватили кандидатуру и 1912. и 1913. је саграђен нови олимпијски стадион.
Припреме за одржавање игара није омело ни избијање Првог светског рата 1914. године. Многи су тада мислили да ће до 1916, када је требало да се Игре одрже, рат бити завршен. Када се испоставило да то није случај, било је касно да се Игре организују на неутралном терену или да се покуша са олимпијским примирјем.
Неодржавање Олимпијских игара је тешко погодило олимпијски покрет, који је одлучио да се у спомен на тај догађај следеће Олимпијске игре службено зову VII. Олимпијским играма, и тако установе преседан који ће бити кориштен за Олимпијаде 1940. и 1944. године.

## Историја
Рад на олимпијском стадиону је почео 1912. године, на теренима Грунвалд хиподрума. Био је конструисан за 18.000 гледалаца. Стадион је свечано отворен 8. јуна 1913. године. Током церемоније отварања пуштено је 10.000 голубова. Целодневној свечаности је присуствовало 60.000 гледалаца.
Избијањем Првог светског рата 1914. године организација игара је наставила са радом пошто нико није очекивао да ће се рат одужити. Тада су због рата игре морале да се одложе.
Године 1931. МОК је одлучио да Берлин ипак добије домаћинство летње и зимске олимпијаде која су се одржале 1936. године. Овога пута Берлин је добио предност над Барселоном.